# Rafik Khachatryan

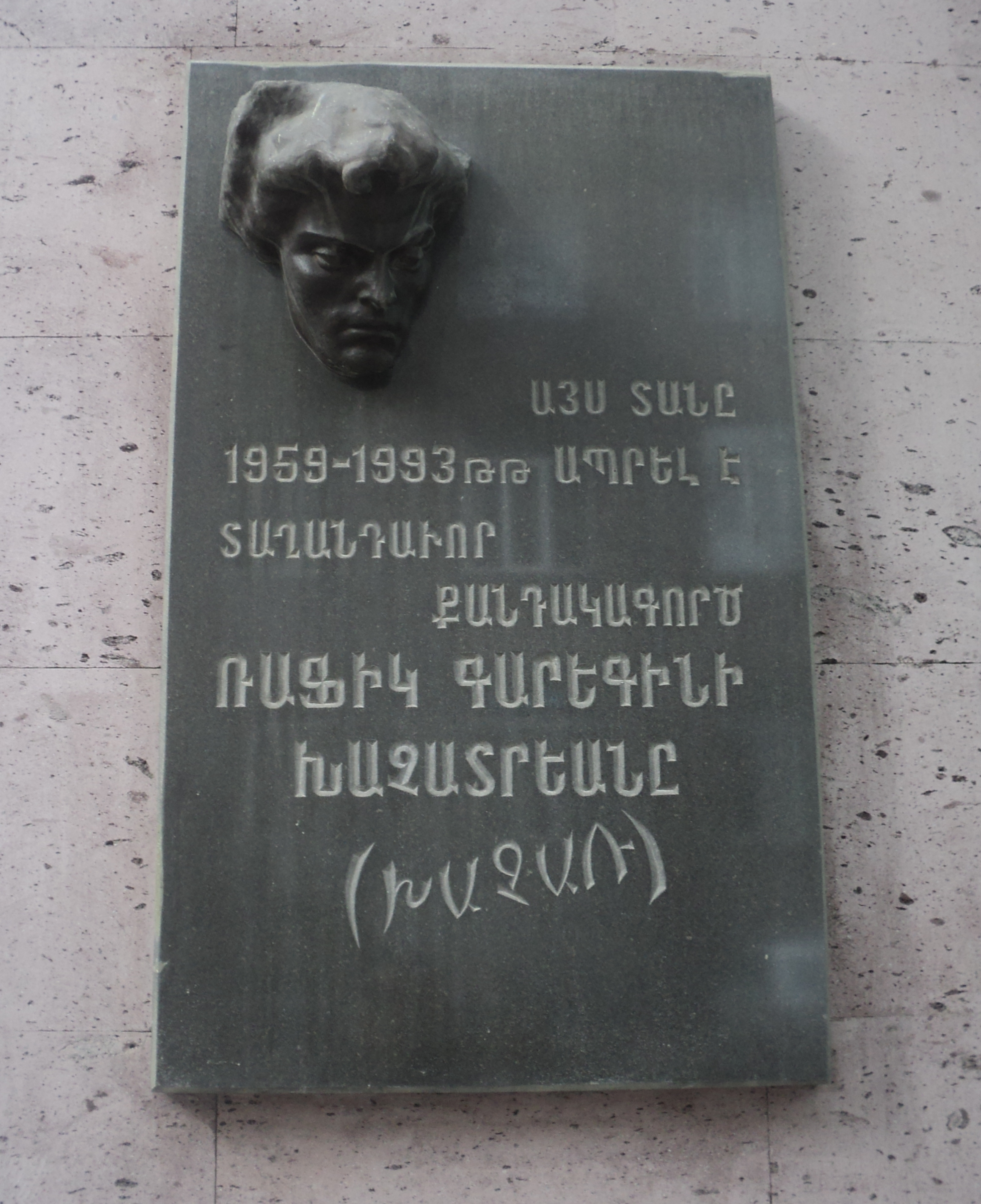
Targa commemorativa: Rafik Garegin Khachatryan (Khachar). Casa Casa E.Kohbatsi. Yerevan, Armenia.

Rafik Khachatryan (7 ottobre 1937 – 16 gennaio 1993) è stato uno scultore armeno.

## Biografia
Discendente diretto della casata di Daniel-Bek di Sassun nella (provincia di Sassun o Sason nell'Armenia Occidentale (seconda metà del XVIII secolo) e Khachatur-Bek di Mush (città di Mush nell'Armenia Occidentale) (prima metà del XIX secolo). 
- È il padre di Garegin Khachatryan (Khachatryan Garegin) - uno dei giovani eroi della guerra di Liberazione Nazionale.

## Attività
- Fu un partecipante e un ideologo del movimento di liberazione nazionale armeno del XX secolo.
- Fornì assistenza umanitaria alla popolazione del Nagorno Karabakh, procurò materiali e altri mezzi alle forze di autodifesa del Nagorno Karabakh.
- Creò sculture e monumenti commemorativi per i martiri che lottarono per la libertà.
- 1966 - laureato al "Phanos Therlemzyan Art college" (Yerevan).
- 1971 - laureato al Yerevan Art-Theatrical Institute (Università).
- È un membro delle Unioni d'Arte dell'Armenia e dell'URSS (dal 1976).

## Opere
Rafik Khachatryan creò un "pantheon" dei guerrieri della libertà e Edik Torozyan a Nor Hadjin, Atom (Dero) Abramyan a Garni, ecc. Sculture: "Alexander Spendiaryan" (1971, al Museo di Alexander Spendiaryan, Yerevan), "Spring" (1972), "Il Soldato della Vittoria" (1975), "Stephan Shahumyan" (1977, alla Galleria Statale dell'Armenia), "Maxim Gorky e Avetiq Isahakyan" (1978, Museo dell'amicizia armeno-russa, Abovyan town, Armenia), "Komitas" (1978, Museo della città di Yerevan), "Sarkis Lukashin" (1980, Galleria Statale dell'Armenia), "La signora armena" (1980), "Ode della Pace" (1984), "Operaio metallurgico" (1985), "La Torcia della Rivoluzione" (1987). Monumenti commemorativi: "Madre Armenia" - dedicato alla memoria degli eroi della Seconda Guerra Mondiale (1975, Harthavan), dedicato alla memoria degli eroi della Seconda Guerra Mondiale (1982, Kathnaghpyur), fontana di "Djangulum" (1975, Yerevan). Le sue opere sono esposte in molti Paesi stranieri: Portogallo, Bulgaria, Romania, Repubblica Ceca, Slovacchia, Germania ecc.